# Balthazar (romanzo)
Balthazar è un romanzo dello scrittore britannico Lawrence Durrell, pubblicato nel 1958. Secondo volume della tetralogia Il Quartetto di Alessandria, ambientato nella città egiziana, durante la Seconda Guerra Mondiale, i quattro romanzi raccontano essenzialmente la medesima storia, ma da differenti punti di vista e giungono a conclusioni diverse, a seconda della voce narrante della vicenda.
Primo della serie a presentare un Narratore concorrente, Balthazar appunto.

## Tema
Il titolo originale, nelle bozze dell'autore, era Justine II. Comunque, nelle intenzioni di Durrell, le prime tre parti della quadrilogia "...non sono collegate in forma seriale: si intrecciano, si mischiano, in una relazione puramente spaziale. La quarta parte da sola rappresenterà il tempo e sarà un vero sequel .... ".
Il libro è dedicato alla madre di Durrell: "Memoriali di una città dimenticata". Una rete cosmopolita di personaggi – diplomatici, spie, scrittori, avventurieri, possidenti... Una “impossibile città fatta di amore e oscenità” – Alessandria d’Egitto – in cui “il bene e il male, la virtù e il capriccio, l’amore e il delitto si aggiravano oscuramente per gli angoli bui delle strade e delle piazze, dei salotti e dei bordelli”.

## Trama
Il Narratore vive in una remota isola greca, con la figlia illegittima di Nessim e Melissa, due personaggi centrali nelle vicende svoltesi ad Alessandria d'Egitto alcuni anni prima. Balthazar arriva su una barca a vapore di passaggio, si ferma per una breve sosta e fornisce lo spunto al Narratore, che riporta alla luce eventi succedutisi nella grande città corrotta. È un flusso di ricordi, in cui si cercano, e a volte si trovano, spiegazioni nuove a fatti che hanno coinvolto alcuni dei protagonisti del primo libro della tetralogia: "Justine".
Così riprendono vita i tanti personaggi: Tony Umbada, Baldassaro Trivizani, Claude Amaril, Paul Capodistria, Dmitri Randidi, Onouphrios Papas, Conte Banubula, Jacques de Guery, Athena Trasha, Djamboulat Bey, Delphine de Francueil, Generale Cervoni, Ahmed Hassan Pacha, Pozzo di Borgo, Pierre Balbz, Gaston Phipps, Haddad Fahmy Amin, Mehmet Adm, Wilmot Pierrefeu, Toto de Brunel, il colonnello Neguib, Dante Borromeo, Benedict Dangeau, Pia dei Tolomei, Gilda Ambron.
L'andamento della narrazione non è lineare, si sposta senza preavviso nel tempo e nello spazio, da una situazione all'altra, riprendendo ma con ampie modifiche, da punti di vista a volte opposti, le trame degli altri romanzi del "Quartetto": ad esempio una suggestiva dissertazione sul carnevale di Alessandria e un omicidio avvenuto nel palazzo dei nobili Pozzo di Borgo, al culmine di un sontuoso ballo in maschera, non è nemmeno menzionato negli altri libri.

## Edizioni italiane
- Balthazar, trad. di Liana Marcellari Johnson, Collana La ginestra n.36, Milano, Longanesi, 1959; Collana I Super Pocket n.149, Longanesi, 1968.
- Balthazar, trad. di Giuseppe Sertoli, Collana Nuovi Coralli, Torino, Einaudi, 1983; Collana L'Arcipelago n.29, Einaudi, 2003, ISBN 978-88-061-6614-4; Prefazione di G. Sertoli, Collana Letture, Einaudi, 2016, ISBN 978-88-062-1214-8.